# Folke Odqvist
Folke Karl Gustav Odqvist, född 29 juli 1899 i Svea Artilleriregementes församling, Stockholm, död 7 maj 1984 i Danderyd, var en svensk ingenjör. Han var professor i hållfasthetslära 1936–1966 vid Kungliga Tekniska högskolan (KTH) i Stockholm. Han var KTH:s prorektor mellan 1943 och 1966. 
1929 utsågs Odqvist till laboratoriechef på AB Nomy och var med och utvecklade Nomy-lagret. Folke Odqvist var hållfasthetsteoretiker och utvecklade teorier för metallers plastiska deformation, krypdeformation och krypbrott. Odqvist blev internationellt erkänd inom sitt område och var president i International Union of Theoretical and Applied Mechanics 1956-1960. Odqvist författade bland annat läroboken "Hållfasthetslära", vars första utgåva på cirka 800 sidor publicerades 1948, utgiven av förlaget Natur och Kultur.
Odqvist invaldes 1941 i Ingenjörsvetenskapsakademien. Han blev 1957 ledamot av Kungliga vetenskapsakademien och var akademiens preses 1969–1971.
Odqvist promoverades till teknologie hedersdoktor vid KTH 1980.